# Matoniaceae
Matoniaceae, porodica papratnica iz reda Gleicheniales. Sastoji se od dva roda, svaki s po dvije vrste iz jugoistočne Azije.

## Opis
Matoniaceae su porodica paprati koja datira iz mezozoika (prije otprilike 251 milijun do 65,5 milijuna godina) i razlikuje se po membranskom pokrovu u obliku kišobrana nad nakupinama (sori) struktura koje nose spore (sporangije). Listovi su u obliku lepeze i režnjeviti u uskim segmentima ili imaju duge srednje žile koje pomažu biljci u penjanju. Porodica sada uključuje samo dva roda (Matonia, dvije vrste; i Phanerosorus, dvije vrste). Iako su nekoć bili široko rasprostranjeni u tropima, članovi porodice sada se pojavljuju samo u malajskoj regiji, uglavnom na otvorenim vrhovima grebena na višim visinama, na planinskim vrhovima i na vapnencu.

## Rodovi
1. Matonia R.Br. (2 spp.)
2. Phanerosorus Copel. (2 spp.)